# Saint-Éloy-la-Glacière
Saint-Éloy-la-Glacière è un comune francese di 64 abitanti situato nel dipartimento del Puy-de-Dôme nella regione dell'Alvernia-Rodano-Alpi.

## Società

### Evoluzione demografica
Abitanti censiti